# تشو جاي-مين
تشو جاي-مين (هانغل: 조재민) هو لاعب كرة قدم كوري جنوبي في مركز الوسط، ولد في 22 مايو 1978 في كوريا الجنوبية. لعب مع سوون سامسونغ بلووينغز.

## وصلات خارجية
- تشو جاي-مين على موقع دوري كوريا الجنوبية (الإنجليزية)
- تشو جاي-مين على موقع قاعدة بيانات كرة القدم.إي يو (الإنجليزية)